# جاكي هولمز
جاكي هولمز (بالإنجليزية: Jackie Holmes)‏ هو سائق سباق ومهندس أمريكي، ولد في 4 سبتمبر 1920 في إنديانابوليس في الولايات المتحدة، وتوفي بنفس المكان في 1 مارس 1995.

## وصلات خارجية
- جاكي هولمز على موقع DriverDB.com (الإنجليزية)